# 内藤隆春
内藤 隆春（ないとう たかはる）は、戦国時代から安土桃山時代にかけての武将。大内氏、ついで毛利氏の家臣。周防長門内藤氏の当主。長門守護代。

## 生涯
享禄元年（1528年）、大内氏の重臣・内藤興盛の五男として誕生。姉・尾崎局が安芸国の毛利元就の嫡男・隆元の正室であった関係もあり、毛利氏との関係が深かった。
天文20年（1551年）、大内家臣・陶晴賢の主君・大内義隆に対する謀叛（大寧寺の変）が起こると、父・興盛と共に静観の態度を取るが、甥の内藤隆世の積極姿勢に反発して家内が紛争となる。天文23年（1554年）に父が死去し、弘治元年（1555年）の厳島の戦い後に毛利氏に内通し、弘治3年（1557年）の元就の防長経略の時には、内藤氏当主となっていた隆世と袂を分かち毛利氏に降り、元就らに従って転戦する。そして、大内義長の自害により大内氏が滅亡すると、義長と共に自害した隆世の跡目を継ぎ、新たに内藤氏当主として長門守護代に就任することを元就に認められる。同年、大内義隆の遺児で隆春の甥でもある亀鶴丸を擁した大内氏残党による蜂起が起こると直ちに鎮定に赴き、妙見崎の戦いで草場越中守らを討ち亀鶴丸を処刑、乱を殲滅する功をあげる。
毛利家中では、当主・輝元の母方の叔父ということもあり、長門の政務を任され、荒滝山城・櫛崎城など大規模な山城を構え、重用されたという。永禄元年（1558年）には、元就・隆元父子から起請文を賜るなどの厚遇を受けた。しかし、永禄6年（1563年）に義兄・隆元が死去、さらに元就死後の元亀3年（1572年）には讒言に遭い、輝元の誤解を解くため毛利氏への忠誠を誓う起請文を提出している。背景には、内藤氏の影響力低下と毛利氏の外様に対する締め付けがうかがわれる。また、男子がいずれも早世し継嗣に恵まれなかったため、毛利氏一門衆の宍戸氏から宍戸元秀の次男元盛（甥にあたる）を婿養子に迎えた。
天正19年（1591年）の検地では、隆春の所領は2600石であった。同年、元盛に家督を譲る。最晩年には輝元の指示により上洛、周竹と号して大坂で大内氏以来の公家とのつながりを生かし、豊臣秀吉死後の激動する中央の情報収集を行う。その報告は毛利氏の文書として伝わっている。
慶長5年（1600年）7月24日に死去。享年73。